# Excitovaný stav

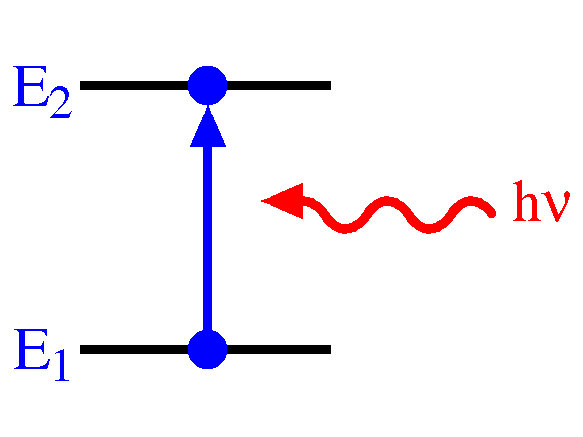
Absorpce záření a přechod na vyšší energetickou hladinu.

Excitovaný stav je jakýkoliv stav fyzikálního systému, jehož energie je větší než nejnižší možná, tedy větší než energie základního stavu. Termín se používá především v kvantové fyzice nebo fyzikální chemii pro systémy (atom, molekula, atomové jádro), které mají stavy s určitými diskrétními hladinami energie. Obecně se v excitovaném stavu může nacházet jakákoli částice. Excitovaný stav se běžně označuje hvězdičkou.

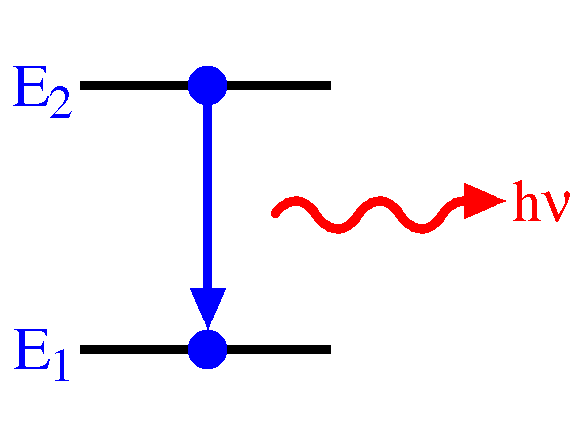
Emise záření a přechod na nižší energetickou hladinu.

Rozdíl mezi základním a excitovaným stavem atomu tedy je:
- Atom je v základním stavu, pokud se elektrony v elektronovém obalu nacházejí v orbitalech ve stavu s nejnižší možnou energií.

- Atom je v excitovaném stavu, pokud se jeden nebo více elektronů nacházejí v orbitalech s vyšší energií, než mají v základním stavu.

Excitovaný stav je důsledkem excitace, ke které dochází přijetím energie (například tepelné, elektrické nebo světelné). Příkladem přijetí světelné energie je absorpce elektromagnetického záření (fotoelektrický jev vyvolaný dopadem fotonu na systém). Opakem je vyzáření světelné energie, které se nazývá emise elektromagnetického záření.
Doba životnosti systému v excitovaném stavu je velmi krátká, obvykle nižší než 10−14 sekundy. Systém se vrací do stavu s nižší energií (méně excitovaný stav nebo základní stav) spontánní nebo indukovanou emisí kvanta energie (foton nebo fonon).

## Základní stav atomu

Energetické hladiny atomových orbitalů. Číslo odpovídá hlavnímu kvantovému číslu, písmeno odpovídá orbitalu.

Atom je v základním stavu, pokud se elektrony v elektronovém obalu nacházejí v orbitalech, které jsou umístěny na energetických hladinách s nejnižší možnou energií. Tyto hladiny jsou definovány hlavním kvantovým číslem n a na nich umístěné orbitaly jsou pojmenovány s, p, d, f. Toto uspořádání se nazývá elektronová konfigurace.

Bohrův model atomu. Hlavní kvantové číslo (n) udává energii a číslo sféry, na které se daný elektron v atomovém obalu nachází.

Nejjednodušším atomem s jedním protonem a jedním elektronem je vodík. Pokud je v základním stavu, je jeho elektron umístěn na nejnižší energetické hladině charakterizované kvantovým číslem n=1. Na Bohrově modelu atomu je vidět, že pokud tento elektron získá energii, která se rovná rozdílu energií mezi dvěma energetickými hladinami, dojde k jeho přechodu na vyšší energetickou hladinu. Takovou energii mu může dodat například kvantum zářivé energie, tedy foton.
Přechody elektronů mezi jednotlivými energetickými hladinami v elektronovém obalu jsou tedy doprovázeny absorpcí fotonů elektromagnetického záření nebo jejich emisí.

## Excitovaný stav atomu
Atom je v excitovaném stavu, pokud se elektrony v elektronovém obalu nacházejí v orbitalech, které jsou umístěny na energetických hladinách s energií vyšší, než je nejnižší možná energie. Vzniká přijetím energie, nejčastěji absorpcí elektromagnetického záření, která způsobí přechod elektron na vyšší energetickou hladinu. Tento excitovaný stav je nestabilní a elektron se vrací do základního stavu za uvolnění energii ve formě elektromagnetického záření. Jedná se tedy o absorpci a následně emisi energie.
U každého atomu může existovat velký počet excitovaných stavů, které závisejí na množství pohlcené energie. U některých atomů může existovat takových stavů více, a proto rozlišujeme první, druhý, třetí a čtvrtý excitovaný stav. Ze všech těchto excitovaných stavů jsou pro vlastnosti prvků nejdůležitější ty, které ovlivňují jejich vazebné možnosti. Jsou to excitované stavy valenčních elektronů, tedy nejvzdálenějších elektronů od jádra.

## Excitovaný stav a chemická vazba

Příklady kovalentních vazeb v molekule kyslíku O_{2}, vody H_{2}O, chlorovodíku HCl, oxidu uhličitého CO_{2}, molekuly dusíku a oxidu dusnatého NO.

Jednou z podmínek vzniku chemické vazby je excitovaný stav atomu, který vede ke vzniku molekuly s nižší energii, než měly původní atomy. Chemickou vazbu charakterizuje vazebná energie. Čím je větší, tím pevněji jsou atomy k sobě vázány. Chemické vazby můžeme zhruba rozdělit na kovalentní, iontové a kovové:
- Podmínkou vzniku kovalentní chemické vazby (sdílení dvojic elektronů) jsou takové excitované stavy atomů, které zvětší počet nespárovaných elektronů oproti stavu základnímu. Nespárované elektrony umožňují vznik kovalentní vazby, zatímco spárované nikoli.
- Pro iontovou vazbu nestačí pouze excitovaný stav atomu, ale úplné odtržení elektronu, tedy vznik iontu.
- Pro kovovou vazbu je charakteristické překrýváním energeticky stejných valenčních elektronových orbitalů a vznik energetických pásů, kde se elektrony volně pohybují.